# Valeria Beșe
Valeria Aurica (Beșe) Motogna (n. 16 decembrie 1979, Bistrița, România) este o jucătoare de handbal din România care evoluează pentru CSU Oradea, în Divizia A. Motogna a anunțat că s-a retras din activitate la sfârșitul sezonului 2013-2014, după ce a jucat la HC Zalău, dar a revenit asupra deciziei doi ani mai târziu, după discuții cu Doina Ardelean, antrenoarea CSU Oradea.
De-a lungul carierei sale, handbalista a evoluat ca inter stânga, centru sau inter dreapta și a fost unul din cei mai buni apărători centrali ai echipelor la care a jucat.

## Biografie
Valeria Motogna a început să joace handbal la Bistrița, în 1991, fiind descoperită de antrenorul Dumitru Găvan. În 1994, ea a fost remarcată de Gheorghe Tadici și transferată la secția de junioare a echipei antrenate de acesta, Silcotub Zalău, de unde a promovat apoi la echipa de senioare. În 1996, ea a câștigat City Cup împreună cu echipa din Zalău.
În 1998 și 1999, Motogna a obținut cu echipa națională a României două medalii de aur, la Campionatele Mondiale pentru juniori, respectiv pentru tineret.
În 2006, Gheorghe Tadici a devenit antrenorul Oltchim Râmnicu Vâlcea, unde a adus mai multe jucătoare de la Zalău, inclusiv pe Valeria Motogna. Cu Oltchim, Motogna a câștigat Cupa Cupelor EHF în 2007, Trofeul Campionilor EHF în același an, și a jucat finala Ligii Campionilor EHF în 2010.
În 2000 și 2008, ea a fost componentă a echipelor naționale ale României care au avansat până în sferturile de finală ale turneelor feminine de handbal de la Jocurile Olimpice. De altfel, la Olimpiada din 2008, Motogna-Beșe a fost desemnată căpitanul echipei și port-drapelul delegației României la ceremonia de deschidere.
În 2011, Beșe s-a întors la HC Zalău. La sfârșitul sezonului 2013-2014, ea a anunțat că își încheie cariera de handbalistă datorită unor accidentări și pentru a se ocupa mai îndeaproape de fetița sa. Presa a speculat că, cel mai probabil, Motogna se va dedica unei cariere de antrenoare.

## Palmares
Club
- Liga Campionilor EHF:
  - Finalistă: 2010

- Trofeul Campionilor EHF:
  -  Câștigătoare: 2007

- Cupa Cupelor EHF:
  -  Câștigătoare: 2007

- Cupa EHF:
  - Semifinalistă: 2009

- City Cup:
  -  Câștigătoare: 1996

- Liga Națională
  - Câștigătoare: 2001, 2004, 2005, 2007, 2008, 2009, 2010, 2011

- Cupa României
  -  Câștigătoare: 2007, 2011

- Supercupa României
  -  Câștigătoare: 2007

Echipa națională
- Campionatul Mondial pentru Tineret:
  -  Medalie de aur: 1999

- Campionatul European pentru Tineret:
  -  Medalie de aur: 1998

- Campionatul Mondial Universitar:
  -  Medalie de aur: 2002